# Saint-Amand (Passo di Calais)
Saint-Amand è un comune francese di 153 abitanti situato nel dipartimento del Passo di Calais nella regione dell'Alta Francia.
È gemellata con la cittadina scozzese di Irvine (Regno Unito).

## Società

### Evoluzione demografica
Abitanti censiti